# Šilka
Šilka (rusky Шилка) je řeka v Zabajkalském kraji v Rusku. Je dlouhá 560 km. Povodí řeky je 210 000 km².

## Průběh toku
Vzniká soutokem řek Onon a Ingoda. Teče v hluboké dolině mezi Šilkinským a Amazarským hřbetem na severu a Borščovočným hřbetem na jihu. Tok je rychlý. Místy se řeka rozděluje na jednotlivá ramena a vytváří říční prahy. Je levou zdrojnicí Amuru, který vytváří spolu s Arguní.

## Vodní režim
Zdrojem vody jsou především dešťové srážky. Průměrný roční průtok vody ve vzdálenosti 149 km od ústí činí přibližně 521 m³/s. Největšího průtoku 11 400 m³/s dosáhla řeka v červnu 1958 a nejmenšího 0,81 m³/s v březnu 1969. V některých letech na horním toku promrzá až do dna. Zamrzá na konci října až na začátku listopadu a rozmrzá na konci dubna až v první polovině května. Největších vodních stavů dosahuje v červenci a srpnu, kdy často dochází k povodním.

## Využití
Na řece je možná vodní doprava. Leží na ní město Sretěnsk.